# Robert Gardiner Hill
Pour les articles homonymes, voir Robert Hill et Hill.
Robert Gardiner Hill (26 février 1811 – 30 mai 1878) est un chirurgien britannique qui s'est par la suite spécialisé comme psychiatre. On lui attribue généralement le mérite d'avoir été le premier directeur d'asile (environ 100 patients) à développer un mode de traitement dans lequel le recours à la contention médicale mécanique et à la coercition pourrait être complètement abandonné. Il parvient à cette situation en 1838.
Le débat sur les mérites de ses méthodes s'est poursuivi pendant de nombreuses années. Hill est marginalisé par ses collègues médecins, en particulier en raison de son opinion que les procédures médicales usuelle n'avaient rien à offrir dans le traitement de la maladie mentale.

## Biographie

### Jeunesse et formation
Fils de Robert Hill, il est né à Louth, Lincolnshire, le 26 février 1811 et est le frère cadet de John Harwood Hill.
À l'âge de 14 ans, il est apprenti chez un chirurgien à Louth. Il étudie ensuite à l'école d'anatomie d'Edward Grainger, au Guy's Hospital et au St. Thomas's Hospital, devenant membre du Royal College of Surgeons of England en 1834
En passant comme chirurgien, Hill devient apprenti à Lincoln et, la même année, y obtient le poste de chirurgien interne au dispensaire général. Là, il travaille avec le Dr Edward Parker Charlesworth (en), qui se lie d'amitié avec lui.

### Asile de Lincoln
Il introduit le système du traitement moral à l'asile de Lincoln, supprimant les systèmes de contorsion physique. Il effectue un gros travail sur l'aménagement des chambres notamment dans une optique de prévention des suicides.
Hill éprouve de grandes difficultés à faire fonctionner le système de no-restraint qu'il prône et doit superviser son personnel de très près. 
En 1840, il démissionne de son poste et continue à travailler dans différents asiles. En 1840 il s'associe avec Richard Sutton Harvey pour devenir propriétaire de l'asile privé de Eastgate House.
En 1852 il devient maire de la ville de Lincoln. 
Il meurt en 1878 d'une apoplexie. 
Deux de ses fils, James Robert Hill et Hugh Gardiner Hill deviennent à leur tour psychiatres.